# 위너스 (e스포츠)
위너스(Winners)는 대한민국의 전 리그 오브 레전드·포트나이트·워크래프트 III 프로게임단이자 현 리그 오브 레전드 아마추어 게임단으로 챌린저스 코리아에서 농심 레드포스, ESC 셰인과 함께 최다 우승 타이틀을 영구 보유하게 되었으며 현재는 아마추어팀 신분으로 LCK 아카데미 시리즈에 참가하고 있다.

## 역사

### 프로팀 시절
2015년부터 리그에 참가하였으며 팀 결성 당시에는 위너스 (Winners)라는 팀명을 사용하였다. 2016년 1월 15일 한국 호텔 기업 에버8이 위너스를 정식 인수하며 구단명을 에버8 위너스로 변경했다. 2017년 4월 29일 LCK 서머 2017 승격강등전 최종전에서 프레딧 브리온을 3-1로 제압하면서 창단 후 처음으로 리그 오브 레전드 챔피언스 코리아 승격에 성공했으나 LCK 서머 2017에서 최하위에 그치며 1시즌만에 다시 챌린저스로 강등되었다. 그리고 2018년 5월 31일 에버8와의 스폰서십이 종료되면서 다시 위너스라는 팀명으로 활동하게 되었으며 2019년 6월 14일 포트나이트와 워크래프트 III 프로게임단 창단을 공식 발표했다. 그러나 CK 스프링 2020 승강전에서 ESC 셰인에게 덜미가 잡혀 CK 합류에 실패했고 2020년 6월 25일 LCK 프랜차이즈 최종 참가 신청 명단에서도 제외되면서 창단 5년만에 역사의 뒤안길로 사라졌다.

### 아마추어팀으로의 전환
프로팀 해체 이전인 2019년 12월 23일 이미 아마추어팀으로 전환한 위너스는 이후 2020년 10월 아마추어팀과 LCK 아카데미팀들의 대회 경험 차원에서 KeSPA와 나이스 게임 TV가 공동 주관하고 있는 LCK 아카데미 시리즈 2020 10월 대회에 아마추어팀 신분으로 접수했고 이후 LCK 아카데미 시리즈 2020 10월 대회 64강전과 32강전에서 상대 아마추어팀들을 차례대로 꺾고 16강까지 진출하는 기염을 토했으나 16강전에서 김목경 감독이 이끌던 스피어 게이밍(전 어썸 스피어 아카데미)과 풀세트까지 가는 혈전 끝에 1-2로 아쉽게 패하며 대회를 마감했고 11월 대회에서는 32강에서 탈락의 고배를 마셨다. 그리고 LCK 아카데미 시리즈 2021 2월 대회에서는 아프리카 프릭스 아카데미 유스팀 그리고 같은 아마추어팀인 비컴 어 프로게이머를 차례로 꺾고 8강에 올랐고 비록 8강에서 아프리카 프릭스 아카데미팀에 0-2로 무너졌지만 아마추어팀으로의 전환 이후 LCK 아카데미 시리즈에서 역대 최고 성적을 거두었다. 그리고 4월 대회에서는 4강에 올라가며 2개월만에 또 다시 아마추어팀으로 역대 최고 성적을 거둠과 동시에 6월에 열리는 상반기 챔피언십 시드권을 확보했다.

## 게임단 연혁

### 리그 오브 레전드 프로게임단
주요 대회 2회 우승, 2회 준우승
- 2015년 리그 참여
- 2015년 2월 리그 오브 레전드 챌린저스 코리아 스프링 2015 1차 토너먼트 준우승
- 2015년 4월 리그 오브 레전드 챌린저스 코리아 스프링 2015 2차 토너먼트 우승
- 2015년 8월 네네치킨 리그 오브 레전드 챌린저스 코리아 서머 2015 리그 1 3위
- 2015년 11월 네이버 2015 LoL KeSPA컵 12강
- 2016년 1월 15일 한국 호텔 기업 Ever8(에버8) 위너스 인수, 에버8 위너스로 팀명 변경
- 2016년 4월 네네치킨 리그 오브 레전드 챌린저스 코리아 스프링 2016 3위
- 2016년 8월 리그 오브 레전드 챌린저스 코리아 서머 2016 3위
- 2017년 4월 리그 오브 레전드 챌린저스 코리아 스프링 2017 우승
- 2017년 8월 리그 오브 레전드 챔피언스 코리아 서머 2017 10위
- 2017년 11월 2017 LoL KeSPA컵 8강
- 2018년 4월 리그 오브 레전드 챌린저스 코리아 스프링 2018 준우승
- 2018년 5월 에버8의 스폰서십 종료로 위너스로 팀명 복귀
- 2018년 9월 리그 오브 레전드 챌린저스 코리아 서머 2018 3위
- 2019년 4월 제닉스 리그 오브 레전드 챌린저스 코리아 스프링 2019 8위
- 2019년 12월 아마추어팀으로 전환
- 2020년 6월 위너스 프로게임단 해체

### LoL 아마추어 게임단
- 2020년 10월 LCK 아카데미 시리즈 2020 10월 대회 16강
- 2020년 11월 LCK 아카데미 시리즈 2020 11월 대회 32강
- 2021년 2월 LCK 아카데미 시리즈 2021 2월 대회 8강
- 2021년 3월 LCK 아카데미 시리즈 2021 3월 대회 32강
- 2021년 4월 LCK 아카데미 시리즈 2021 4월 대회 4강

### 워크래프트 III
- 2019년 6월 14일 워크래프트 III 프로게임단 창단
- 2019년 6월 워크래프트 골드 리그 2019 서머 시즌 8강 (정호욱, 문채영)
- 2019년 11월 워크래프트 골드 리그 2019 윈터 시즌 조별리그 (문채영)
- 2019년 11월 워크래프트 골드 리그 2019 윈터 시즌 8강 (정호욱)

## 우승 기록
- 리그 오브 레전드 챌린저스 코리아 스프링 2015 2차 토너먼트
- 리그 오브 레전드 챌린저스 코리아 스프링 2017